# Cornish, Oklahoma
Cornish är en ort i Jefferson County i delstaten Oklahoma, USA.